# 닛테레 도쿄 베르디 벨레자
닛테레 도쿄 베르디 벨레자(일본어: 日テレ・東京ヴェルディベレーザ, 영어: Nippon TV Tokyo Verdy Beleza)는 도쿄도 이나기시를 연고로 하는 일본의 프로 여자 축구 클럽으로 1981년에 창단된 이후 현재 WE리그에 참가하고 있으며 '벨레자'(Beleza)는 포르투갈어로 "미인"을 뜻한다.

## 역사
1981년에 창단된 요미우리 신문 산하 요미우리 SC(현재의 도쿄 베르디의 전신) 여자 축구단이 전신이다. 1989년에 출범한 일본 여자 축구 리그의 원년 멤버로 활동한 이후에 강등된 기록이 없으며 1999년에 닛폰 TV가 구단을 인수하면서 지금과 같은 이름으로 바뀌었다. 2009년 9월에 닛폰 TV가 구단 경영을 포기한 이후에도 구단의 이름은 유지되었는데 이는 닛폰 TV가 구단과의 명명권 계약을 체결했기 때문이다.

## 우승
- 일본 여자 축구 리그 디비전1: 17회 우승 (1990, 1991, 1992, 1993, 2000, 2001, 2002, 2005, 2006, 2007, 2008, 2010, 2015, 2016, 2017, 2018, 2019), 12회 준우승 (1989, 1994, 1997, 1998, 1999, 2003, 2004, 2009, 2011, 2012, 2013, 2014)
- 황후배 전일본 여자 축구 선수권 대회: 14회 우승 (1987, 1988, 1993, 1997, 2000, 2004, 2005, 2007, 2008, 2009, 2014, 2017, 2018, 2019), 6회 준우승 (1986, 1991, 1992, 1996, 2002, 2003)
- 나데시코 리그컵: 7회 우승 (1996, 1999, 2007, 2010, 2012, 2016, 2018), 1회 준우승 (1997)
- 나데시코 슈퍼컵: 2회 우승 (2005, 2007), 1회 준우승 (2006)
- AFC 여자 클럽 챔피언십: 1회 우승 (2019)

## 역대 감독
| 감독            | 임기        |
| --------------- | ----------- |
| 마쓰다 다케오   | 1998 ~ 1999 |
| 미야무라 마사시 | 2002 ~ 2004 |
| 마쓰다 다케오   | 2005 ~ 2008 |
| 마쓰다 다케오   | 2023 ~      |

## 같이 보기
- 일본 축구 협회